# Национальный институт происхождения и качества
Национальный институт происхождения и качества (фр. Institut national de l'origine et de la qualité), INAO — французская организация, отвечающая за контроль французской сельскохозяйственной продукции с защищенным географическим статусом.
Подчиняется Французскому правительству и является частью Министерства сельского хозяйства Франции. Соучредителем организации был барон Пьер Ле Руа (фр. Pierre Le Roy) производитель вина из винодельческого апелласьона Châteauneuf-du-Pape.

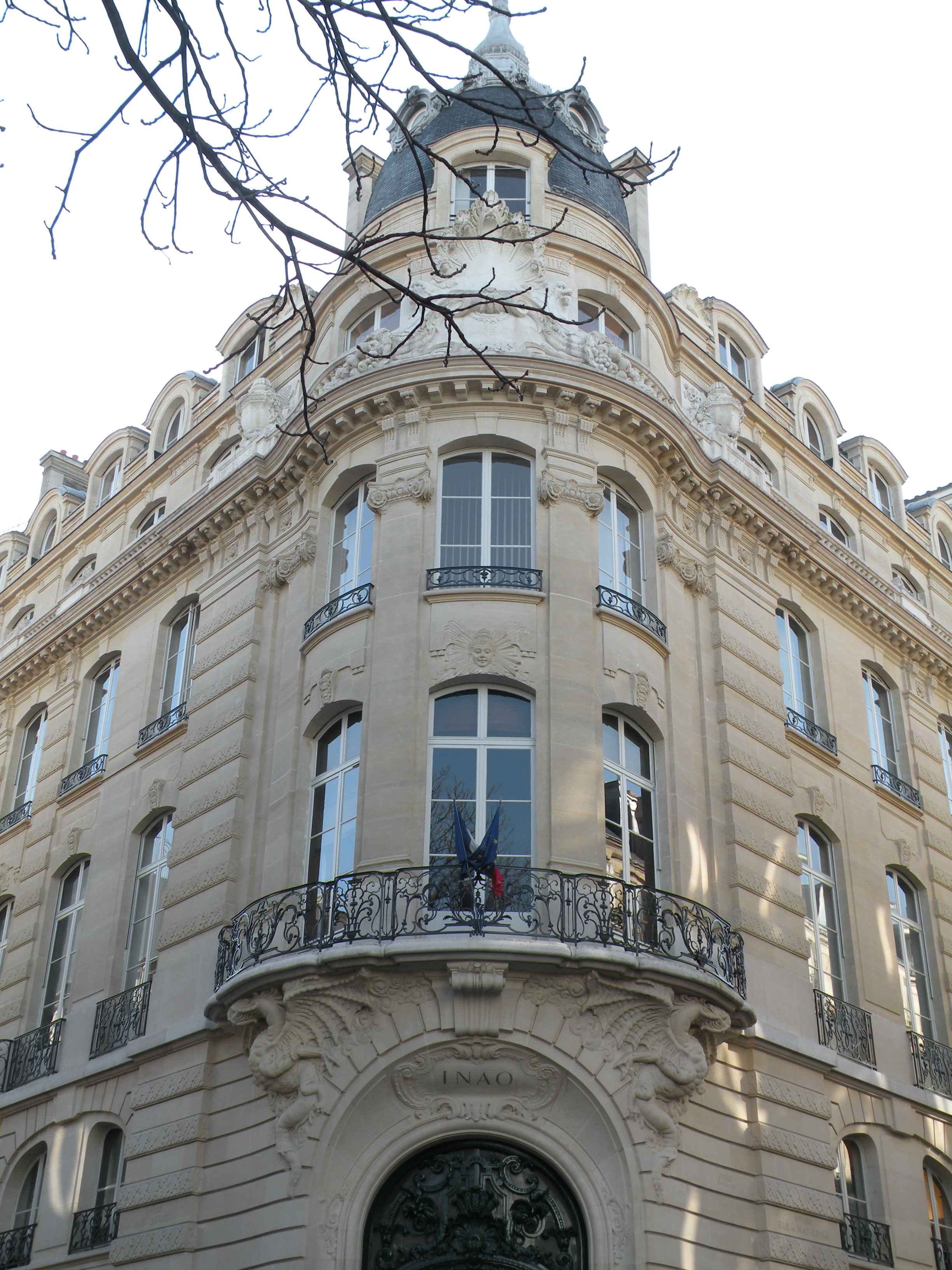
Здание Национального института происхождения и качества в Париже

Целью деятельности INAO являются: регулирование использования определенных наименований продукции, разграничение соответствующих названий и права на их использование согласно их географическому расположению. Для вина это означает, что INAO регулирует правила AOC, согласно которым каждый виноградник или винодельческое хозяйство, чтобы получить или удержать уже существующее название продукта, должно точно выполнять специально разработанные правила, согласно которым регламентируется, какие сорта винограда в каких местах должны выращиваться, какой максимально допустимый урожай может быть получен, какая технология изготовления вина должна быть соблюдена, чтобы в итоге получить вино, которое будет иметь право носить определенное название.
Иными словами, чтобы иметь право называть вино «шампанским», недостаточно, чтобы вино просто было изготовлено в провинции Шампань. Необходимо чётко придерживаться определенных правил при изготовлении, а именно: использовать только строго определенные сорта винограда и строго определенную технологию виноделия. В случае несоблюдения любого из правил конечный продукт не имеет права носить название шампанское. Обычно такие вина называют «игристыми».
Каждый апелласьон (AOC) (французский аналог НМПТ) производит продукцию согласно правилам, которые определяются INAO. Эти правила не ограничиваются только вином. Согласно правилам INAO изготовляют также сыр, мясо, молоко, морепродукты, мёд, фрукты и овощи.

## История
Государственное регулирование сельскохозяйственной продукции началось с закона от 1 августа 1905 года, согласно которому государство определяло официальные границы территорий, на которых должно вестись производство некоторых видов сельскохозяйственной продукции. Однако этот закон не связывал определенное название продукции, контролируемой по происхождению, с её качеством.
Второй закон, принятый 6 мая 1919 года, дал судам полномочия действовать в случаях, когда правила относительно территорий и названий не соблюдаются. В результате суд мог наказать производителя за использование в продукте названия, не разрешенного для этой территории. Этот закон также не связывал определенное название продукции с её качеством.
В дальнейшем, как попытку решить проблемы в винодельческой промышленности, указом от 30 июля 1935 года был создан «Национальный институт контроля за происхождением» (фр. Institut national des appellations d'origine). Он должен был решить все административные, правовые и технологические аспекты контроля названий по происхождению. Сначала INAO был создан как комитет, а уже потом он получил название «институт». Первые законы о системе AOC были приняты в 1936 году, и они определяли правила изготовления большинства известных классических вин из Бордо, Бургундии, Шампани и долины Роны, окончательный набор правил, который регламентировал технологию производства вин, был принят в конце 1937 года.
В 1990 году экономический успех правил AOC позволил парламенту законом от 2 июля 1990 года расширить полномочия INAO, чтобы охватить все сельскохозяйственные продукты.
С 1 января 2007 года институт был переименован в «Национальный институт происхождения и качества» (фр. Institut national de l'origine et de la qualité). Теперь институт отвечает также за сертификацию продуктов органического производства и продуктов, маркированных «Label rouge». Несмотря на смену названия, институт сохраняет аббревиатуру INAO.